# メタロセン
メタロセン（英: metallocene）とは、シクロペンタジエニルアニオン (C5H5−) 2個をη5-配位子として有する有機金属化合物の総称である。金属は必ずしも2配位である必要はなく、他の配位子が配位していてもよい。代表例としてフェロセンが挙げられる。金属名の語幹に語尾－オセン (-ocene) を添えて命名する。サンドイッチ化合物に含まれる。
同様の配位形態の可能な
インデニル配位子、ペンタメチルシクロペンタジエニル配位子のような、置換シクロペンタジエニル配位子を持つ化合物もメタロセンと呼ばれる。
1950年代、フェロセンについて合成と構造決定がなされたのが最初のメタロセンの例である。ジルコノセンやチタノセン、ハフノセンなどには重合によるポリエチレン合成の触媒として知られるものがあり、カミンスキー触媒（Kaminsky catalyst）と呼ばれる。